# Lotnictwo korygująco-rozpoznawcze
Lotnictwo korygująco-rozpoznawcze – część składowa lotnictwa rozpoznawczego przeznaczona do prowadzenia rozpoznania powietrznego i korygowania ognia wojsk rakietowych, artylerii za pomocą fotografowania, obserwacji z samolotów i śmigłowców przy użyciu urządzeń fotograficznych, optycznych, telewizyjnych i radiotechnicznych.